# Klaudiusz Cayx
Klaudiusz Cayx (Dumas) SJ, fr. Claude Cayx-Dumas (ur. 6 listopada 1724 w Martel, zm. 2 września 1792 w Paryżu) – błogosławiony Kościoła katolickiego, męczennik, ofiara prześladowań antykatolickich okresu francuskiej rewolucji.
Do Towarzystwa Jezusowego wstąpił w 1757 roku w Tuluzie. Prowadził działalność dydaktyczną w Carcassonne, a po kasacie zakonu na terenie diecezji paryskiej m.in. w  Lycée Louis-le-Grand. Aresztowany został w 15 sierpnia 1792 roku, z dwoma innymi jezuitami Klaudiuszem Franciszkiem Gagnières des Granges i Franciszkiem Vareilhe-Duteil, w domu księży emerytów w Issy. Zamordowany został w klasztorze karmelitów 2 września 1792 roku, dołączając do grupy 300 duchownych ofiar tak zwanych masakr wrześniowych.
Dzienna rocznica śmierci jest dniem, kiedy wspominany jest w Kościele katolickim.
Klaudiusz Cayx znalazł się w grupie 191 męczenników z Paryża beatyfikowanych przez papieża Piusa XI 17 października 1926.